# Ischnus tunetanus
Ischnus tunetanus là một loài tò vò trong họ Ichneumonidae.